# Ade Suhendra (cầu thủ bóng đá, sinh 1983)
Ade Suhendra (sinh ngày 7 tháng 5 năm 1983) là một cầu thủ bóng đá người Indonesia hiện tại thi đấu cho Persita Tangerang.

## Danh hiệu

### Sriwijaya
Vô địch
- Indonesian Community Shield: 2010
- Indonesian Inter Island Cup: 2010